# Archephia basilinea
Archephia basilinea là một loài bướm đêm trong họ Noctuidae.